# 예시카 사무엘손
예시카 마리에 사무엘손(스웨덴어: Jessica Marie Samuelsson, 1992년 1월 30일 ~ )은 스웨덴의 여자 축구 선수이다. 포지션은 수비수이며, 현재 스웨덴 다말스벤스칸의 FC 로셍오르드에서 활약하고 있다.

## 클럽 경력
2007년부터 2009년까지 스메드뷔 AIS 소속으로 활동했으며 2010년에 린셰핑 FC에 입단했다. 2013-14 시즌에서는 오스트레일리아 W리그 소속 여자 축구 클럽인 멜버른 빅토리에 임대되기도 했다. 2017년에는 잉글랜드 FA 여자 슈퍼리그 소속 여자 축구 클럽인 아스널로 이적했고 2019년에는 FC 로셍오르드로 이적했다.

## 국가대표 경력
2011년 11월 22일에 열린 캐나다와의 경기에 처음 출전하면서 스웨덴 여자 축구 국가대표팀 선수로 데뷔했다. 2차례의 UEFA 유럽 여자 축구 선수권 대회(2013년, 2017년), 1차례의 FIFA 여자 월드컵(2015년), 2차례의 하계 올림픽(2012년 런던 하계 올림픽, 2016년 리우데자네이루 하계 올림픽)에 참가했고 2016년 리우데자네이루 하계 올림픽에서는 스웨덴의 올림픽 여자 축구 은메달에 기여했다.

## 수상

### 클럽
멜버른 빅토리
- W리그 1회 우승 (2013-14)

린셰핑
- 여자 스벤스카 쿠펜 1회 우승 (2013-14)
- 여자 스벤스카 수페르쿠펜 1회 우승 (2010)

### 국가대표
- 2012년 UEFA U-19 여자 축구 선수권 대회 우승
- 2016년 리우데자네이루 하계 올림픽 여자 축구 은메달